# Художественный (кинотеатр, Москва)
«Худо́жественный» — кинотеатр, расположенный в Москве на Арбатской площади (дом 14). Открыт 10 ноября 1909 года. Старейший кинотеатр Москвы, один из старейших в мире и один из немногих действующих кинотеатров, имеющих столетнюю историю.
Оригинальным названием кинотеатра было «Художественный электро-театр», хотя по документам он назывался «Синематограф Брокша». Здание подвергалось перестройке, реставрации, реконструкции, находилось под бомбёжкой, должно было быть снесено.
Первый киносеанс состоялся 11 ноября 1909 года, это была премьера кинофильма «Жоржетта».
Реконструкцию планировалось начать в 2010 году, затем в 2011—2012, но из-за кризиса она началась лишь в 2014. С января 2014 года закрыт на реставрацию, сроки окончания которой неоднократно переносились. В декабре 2018 года был убран строительный мусор и укреплён ряд конструкций, однако активная фаза реставрации началась лишь осенью 2019 года и закончилась 8 декабря 2020 года.
Открытие обновлённого кинотеатра планировалось на конец 2020 года, однако было перенесено. В итоге кинотеатр открылся после реставрации 9 апреля 2021 года.

## История

### Царский период

Восстановленный фасад здания кинотеатра «Художественный» по проекту Благовещенского 1909 года, на листе проекта Шехтеля от 1912 года, на основе источников и воспоминаний Руслана Брагина, потомка Брокша владельца кинотеатра, выполнено в 2018 году

«На днях последует открытие Художественного электро-театра» в специально выстроенном здании на Арбатской площади. Зрительный зал на 400 мест и фойе со светящимся фонтаном художественно отделаны. Грандиозный экран в светящемся гроте. Оркестровые симфонические антракты под управлением И.Г. Лескес. О дне открытия последует отдельная публикация».
Первоначальный проект кинотеатра на 400 человек был выполнен в 1909 году архитектором Н. Н. Благовещенским. Здание кинотеатра было одноэтажным с куполом. Походило на дворец с пилястрами, статуями и колонами. В фойе был светящийся фонтан. Отличительной особенностью этого здания было то, что его изначально соорудили специально для размещения в нём кинотеатра, в отличие от многих других, существовавших в Москве до революции. Участком земли и зданием кинотеатра владело «Варваринское акционерное общество домовладельцев», а непосредственно сам синематограф принадлежал Роберту Альберту Брокшу, и в документах кинотеатр значился как «Синематограф Брокша». 5 ноября 1909 года на первой странице газеты «Русские ведомости» сообщалось о открытии кинотеатра. 10 ноября последовала заметка: «Сегодня, 10 ноября, в 5 ч. пополудни последует открытие „Художественного электро-театра“, телеф. № 167-95б, на Арбатской площади». Первый сеанс в кинотеатре состоялся 11 ноября 1909 года. Первыми фильмами, демонстрировавшимися в кинотеатре, были: «Жоржетта» — драма в исполнении первоклассных парижских артистов, мелодрамы «Ангел примирения» и «Посмертное желание матери», а также некоторые другие видовые и комические картины". Единственный кинотеатр, который выполнял доставку заказанных билетов на дом. Рядом со зданием находились жилые дома.

### Перестройка кинотеатра
| «                                               | Видимо, прежний стиль устарел, казался Брокшу слишком классическим, и поэтому Альберт заказал Шехтелю реконструкцию кинотеатра. Это было странно: через три года – новое здание, все полностью менять, увеличивать количество посадочных мест, все превращать в стиль модерн. Стиль стал совсем нейтральным, здание – невзрачным, тем более ещё в серо-зелёный цвет его покрасили | » |
| — Руслан Брагин потомок Р.А.Брокша, ноябрь 2017 | |   |

.

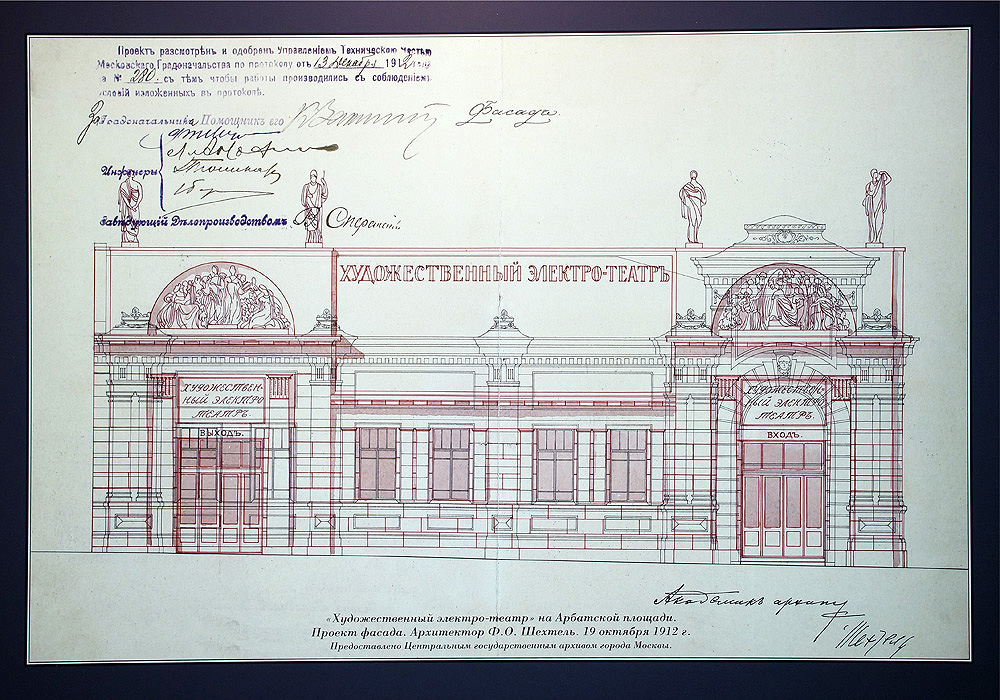
Лист проекта архитектора Ф. О. Шехтеля с подписью автора и должностных лиц от 1912 года

Спустя 4 года после открытия кинотеатр был приобретен продюсером и режиссёром Александром Ханжонковым и из-за наплыва посетителей, желающих приобщиться к новому виду искусства, был столь велик, что уже в 1912—1913 г.г. здание кинотеатра было перестроено выдающимся московским архитектором Ф. О. Шехтелем в духе нового времени. Новый кинотеатр располагал паровым отоплением, бетонными перекрытиями, балконами и ложами. Количество мест было увеличено до 900 — 925 (крупными театрами в Москве считались в то время здания, вмещавшие в себя до 700 зрителей), а фасаду здания были приданы некоторые черты античной классики. Кинотеатр располагал специальной будкой для хранения целлулоидной киноплёнки. Она располагалось на крыше и будучи обитой железом напоминала сейф. Она простояла долгое время, даже когда в ней уже не было необходимости, так как её не могли убрать.

### Дореволюционное время
Синематограф А. Л. Брокша был одним из самых фешенебельных кинотеатров города. Каждый владелец театра старался любыми способами привлечь зрителя, поэтому на смену наспех переоборудованным складским помещениям первых кинозалов пришли огромные здания с красочными афишами и новинкой тех лет — гирляндами электрических лампочек на фасадах, мраморными колоннами, пальмами в фойе и ярким светом ажурных люстр. При входе, как в театре, были оборудованы гардеробные, перед началом сеанса на небольших эстрадах выступали артисты, играли музыканты. Зрительные залы в лучших кинотеатрах не уступали театральным: они были просторными, с рядами удобных кресел в партере, с ложами, полузакрытыми бархатными портьерами, наверху на балконе, как в театрах, располагалась галёрка.
В кинотеатре «Художественный» собиралась публика преимущественно из московской интеллигенции.
Зрительный зал занят, ни одного свободного места, все унизано оживленными рядами лиц. Тут и почтенные физиономии финансистов со своими семьями, тут и юнкера, офицеры, лицеисты, модные шляпки, синие околышки студентов. Серых трудовых лиц совсем нет. Аудитория отменная. Многие ведут прерванную беседу. Студентки и курсистки говорят на злободневную тему, рассказывают о забастовке, обструкциях в университете, об отставках профессоров. Учащиеся, которые жмутся ближе к экрану, — самая оживленная часть зрительного зала. Тут ярче воспринимают, свободнее держатся, оживленнее беседуют. То острота сорвется, то искрящийся смех. Чем выше, тем чопорнее. Но вот гаснет медленно электричество, вспыхивает белый четырехугольный экран. Разговоры забыты. Вкусы публики тут изучены. На протяжении всей программы лишь небольшой кусочек времени отнимает драма или мелодрама. Преобладают картины комические и видовые. Зрители их очень любят. Большинство этих людей имеют возможность черпать из первоисточника знаний и не так уж нуждаются, чтобы их „без отдыху и сроку“ пичкали духовной пищей. Вечером, когда энергия уже достаточно израсходована за день, приходят они сюда, чтобы отдохнуть, посмеяться, освежиться от полусуточной сутолоки. Тут они находят все это.

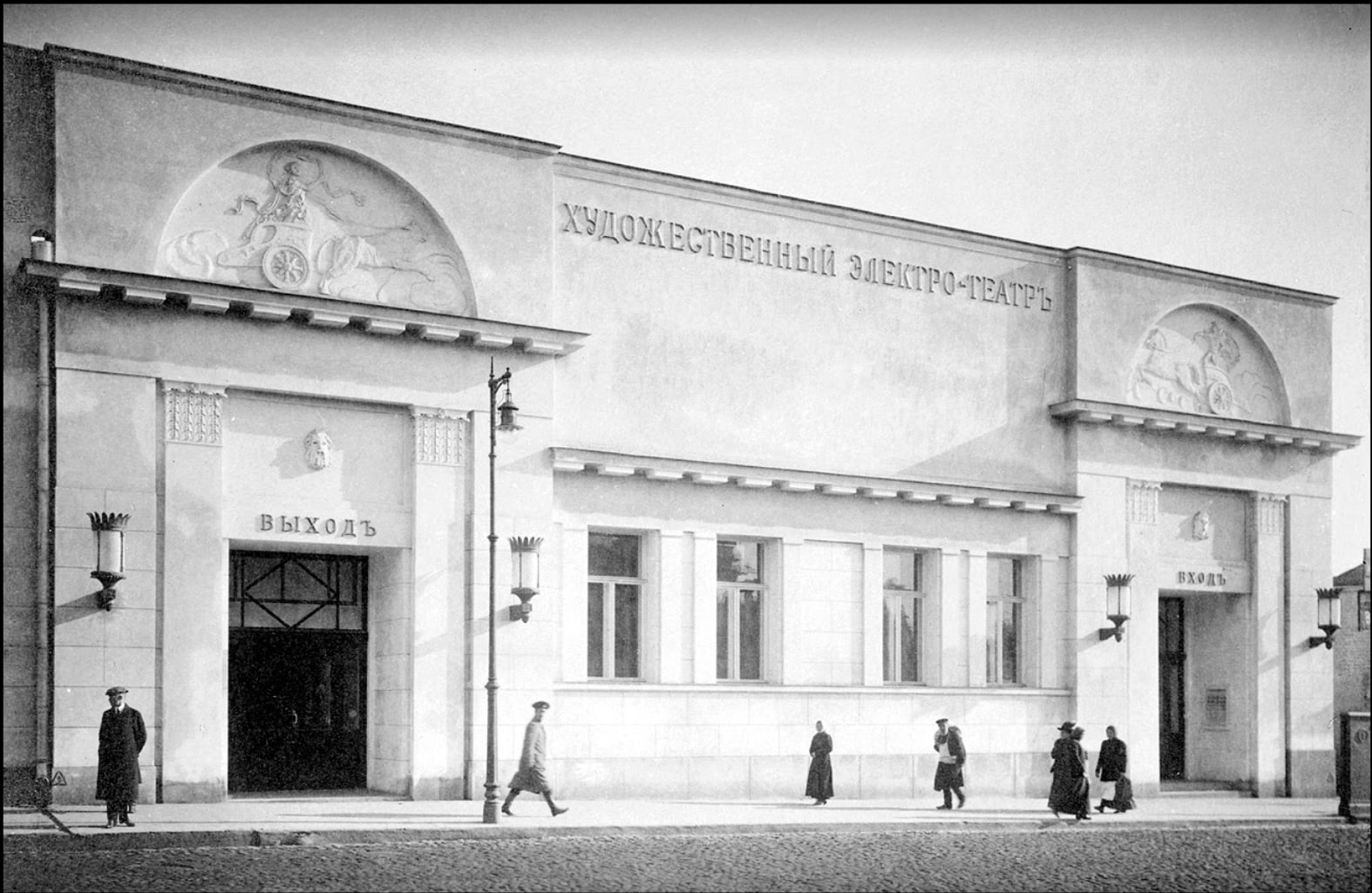
Фасад здания кинотеатра «Художественный». 1912 года по проекту Шехтеля

В 1909 году «Художественный» посетил Л. Н. Толстой.
Репертуар кинотеатра был весьма разнообразен, так, например, в октябре 1914 года в него входили: «Призрак счастья», «Развалины древнего Египта», «Я люблю энергичных», «Принцевы острова», «Миражи жизни», «У берегов Бельгии», «Только бы не узнала жена», «В Греции», «Анна Каренина», «Дух времени», «Современная Греция», «Переход русских войск через реку Сан после победы над австрийцами», «Запутанное родство». Такое количество демонстрировавшихся фильмов объясняется тем, что по продолжительности они были 10—15 минут.

### Советский период

Фасад здания кинотеатра, украшенный макетом броненосца в январе 1926 года во время премьеры Броненосец «Потёмкин»

В мае 1917 года в стенах кинотеатра проходила общегородская конференция большевиков. Во время событий октябрьской революции в здании кинотеатра содержали пленных красноармейцев и юнкеров. 27 августа 1919 года В. И. Ленин выпустил декрет «О переходе фотографической и  кинематографической торговли и  промышленности в  ведение Народного комиссариата по  просвещению», и Роберт Брок перестал быть управляющим кинотеатра. В 1921 году «Художественный» стал первым кинотеатром ГосКино. В 1926 году в нём состоялась премьера кинофильма «Броненосец Потёмкин», в 1931 году — первой звуковой картины «Путёвка в жизнь», и в 1936 году первого цветного кинофильма «Груня Корнакова». В середине 30-х годов кинотеатр располагал 946 местами.

Борисоглебская церковь и кинотеатр Художественный в 1925 году.

В 1935 году театр имел в наличии 946 мест, в специальном зале каждые 45 минут демонстрировались кинохроники, а летом в саду при театре проходили концерты. Он имел читальный зал, комнату матери и ребёнка и буфет. Начало киносеансов приходилось на 12 часов дня, стоимость билета на дневной сеанс составляла 1-2 рубля, на вечерние сеансы, которые начинались в 18:00, от 1 рубля 50 копеек до 3 рублей 50 копеек. Ширина экрана достигала 14 метров. Экран был изготовлен из специальной пластмассы, показ сопровождался стереозвуком. Показ немых кинофильмов продолжался и сопровождался выступлением оркестра.
Кинотеатр работал даже во время Великой Отечественной войны. Количество залов было увеличено с 3 до 5. Чуть было не был уничтожен во время реконструкции Арбатской площади, он уцелел лишь благодаря протестам актёров и режиссёров. В 20-30 годы рядом с кинотеатром некоторое время располагалось здание рынка, которое было сильно повреждено во время бомбежки, и его не стали восстанавливать, чтобы построить новую станцию метро.

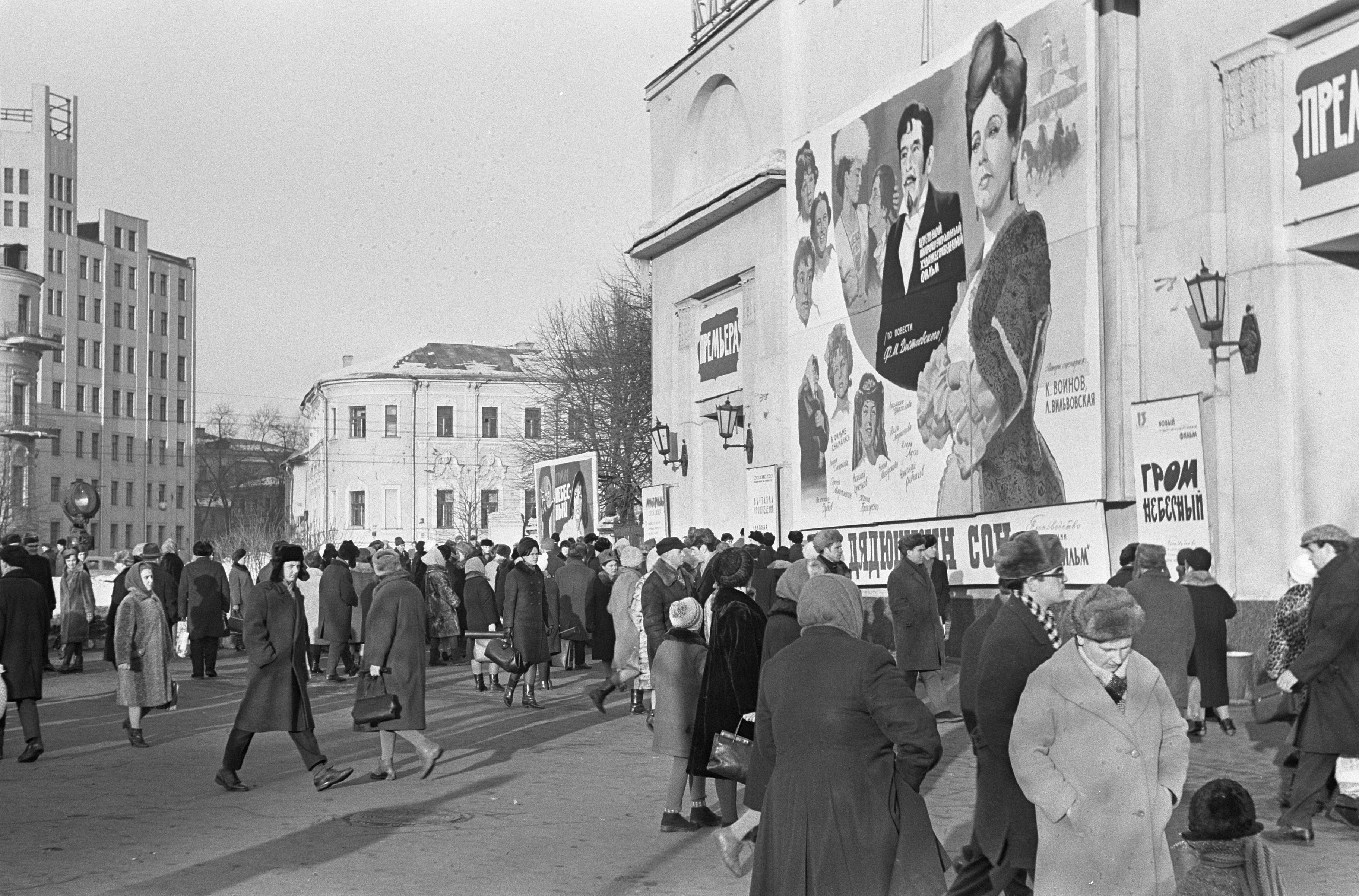
Перед зданием кинотеатра в 1967 году

После войны была убрана оркестровая яма, а в 1955 году окна заложены кирпичом со стороны Арбатской площади, с фасадов снята античная лепнина в виде колесниц и убрано название «Художественный электротеатр». В 1955 году стал первым широкоэкранным кинотеатром в СССР.
Затем на месте сквера и фонтана было построено Министерство обороны. На крыше кинотеатра дежурили снайперы во время проезда правительственных кортежей из Кремля. В подвальных помещениях были обнаружены заложенные кирпичом лазы, происхождение которых и цель создания остаются неизвестными. В 1987 году в здании проводился ремонт.

### Российский период

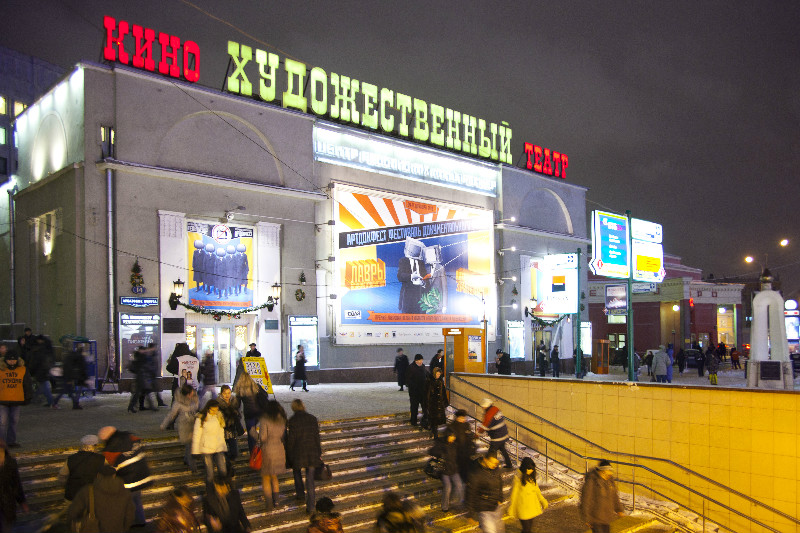
Артдокфест в кинотеатре Художественный, 2010 год

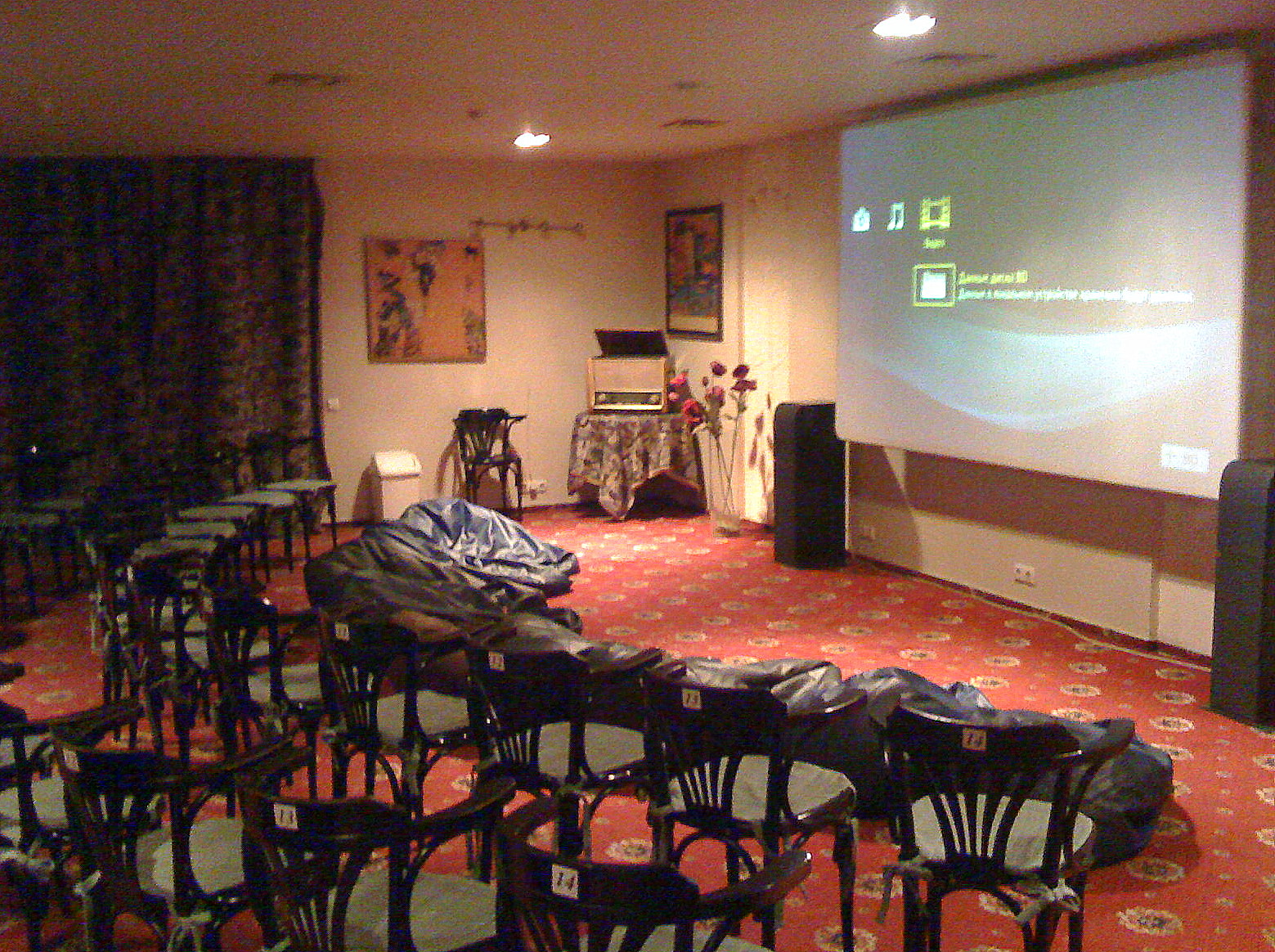
Зелёный зал до реконструкции

В 1990-х годах в здании располагалось казино, а в фойе был надстроен ещё один этаж. Внизу стояли игровые автоматы и бар. В 1998 году были усилены несущие конструкции кинотеатра. Не прекращал показ кинофильмов вплоть до реставрации, начавшейся в 2014 году. В 2006 году для поддержки российских не коммерческих фильмов в стенах кинотеатр открылся «Центр российских премьер». В том же году вошёл в ГУП Московское кино. В 2009 отпраздновал столетний юбилей. В фойе был установлен памятник первому билету, обладателем которого был человек, смотревший «Жоржетту». Автор идеи создания памятника Анна Пендраковская, а автор проекта и исполнитель — мастер художественного стекла, заслуженный художник России Фидаиль Ибрагимов. Благодаря суевериям работников кинотеатра, которые рассказывали о привидении, которое наблюдали в зрительном зале, появилась идея создать памятник первому зрителю, что и было сделано. Памятник представляет собой человека, одетого по моде 1909 года, который держит в руках чашечку чая. Главный зал в 2000-х годах располагал 600 местами. В 2010 году как памятник истории кинотеатр был включён в план реконструкции. Цена на билеты составляла от 50 до 180 рублей.
С конца XX века в кинотеатре регулярно в выходные дни проводились ночные показы, в основном ориентированные на молодёжь. Несмотря на трудности с транспортом, на ночные сеансы собиралось около 700—800 человек. Программа ночного показа выстраивалась следующим образом: это либо были фильмы одного режиссёра, либо фильмы на одну тему. Показы могли сопровождаться мастер-классами; иногда приглашались группы артистов.
15 января 2014 года состоялась торжественная церемония закрытия. Мосгорэкспертиза оценила реконструкцию в 600 миллионов рублей. Согласно проекту планировалось заменить инженерные сети, канализационные трубы и проводку, вентиляцию и водопровод. Планировалось восстановление фойе и входной группы. Восстановления потребуют большой зал и балконы. Будут предусмотрены выставочные места, место для концертного оборудования и освещения. Проект реконструкции был разработан архитектурным бюро «WowHaus».

### Реконструкция 2014—2020 годов
| «                                | Нам бы хотелось его открыть в Год российского кино, но не удалось этого сделать. Пока речь идет о том, что театр останется в городе. Если появятся другие мысли более эффективного использования без ущерба для населения города, значит будем их рассматривать | » |
| — Леонид Печатников, ноябрь 2016 | |   |

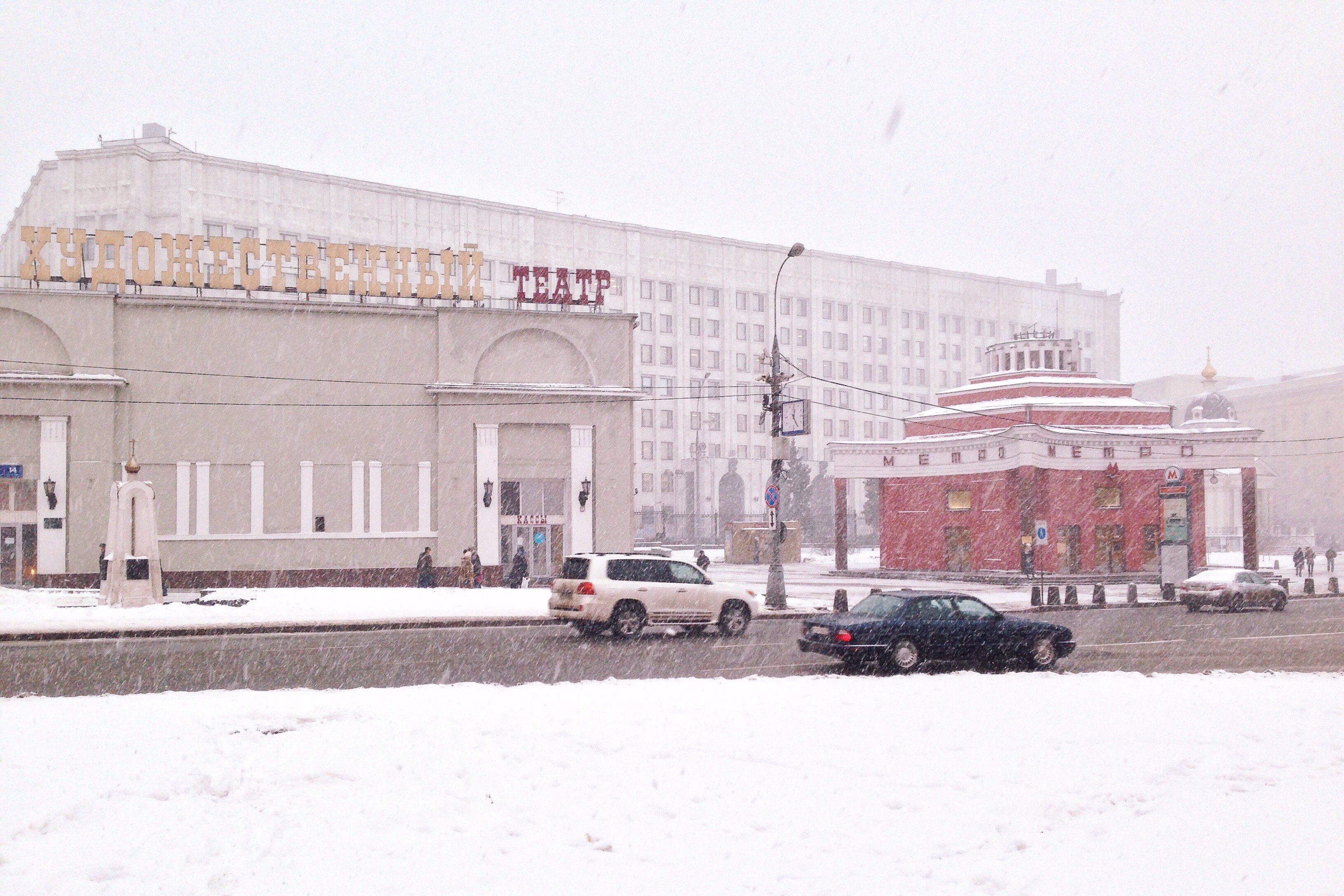
Кинотеатр Художественный в январе 2015 года

Планировалось начать реконструкцию в том же 2010 году, когда кинотеатр был внесён в список на реконструкции, затем в 2011 году, однако она была перенесена на 2012 год. В итоге кинотеатр был закрыт 30 января 2014 года, а с февраля 2014 года он находился на реконструкции. Реконструкцией занималась компания Игоря Кочнева и Юлии Пахомовой ООО «СианСтрой», которая выиграла тендер. За 2014 год сумма заключённых ей контрактов превысила 1 миллиард рублей, хотя за предыдущий едва составила 100 миллионов. Предполагалось, что кинотеатр будет открыт осенью-зимой 2015. Однако компания отклонилась от срока выполнения работ на 136 дней. В результате «Московское кино» расторгло контракт стоимостью в 314,96 миллионов рублей в одностороннем порядке летом 2015 года. Деньги на реконструкцию потрачены не были, с компании планировали взять неустойку. Компания была не согласна с претензиями и подала в суд, суд отверг иск. Далее компании объявила о своём банкротстве, что делает возможность взыскать неустойку маловероятной. Компания оставила здание Эрмитажа в аналогичном состоянии. В октябре 2016 года утверждали новую проектно-сметную документацию. Далее планировалось завершить реставрацию в 2017 году. Кинотеатру планировалось вернуть его оригинальный вид.

Большой зал во время реконструкции в декабре 2016

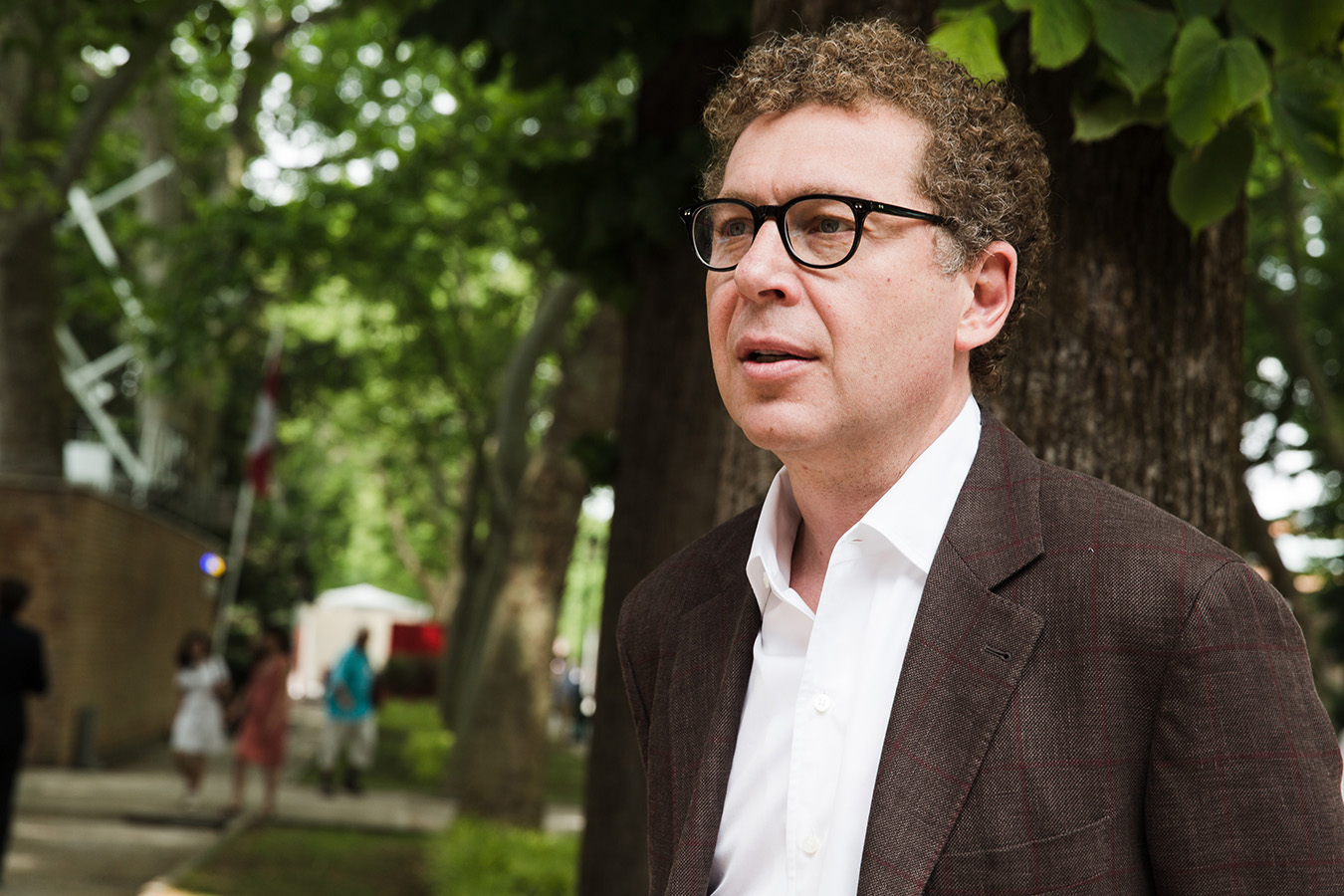
Александр Мамут

После расторжения контракта с подрядчиком — из-за невыполненных обязательств по срокам и приостановки вывоза строительного мусора — «Московское кино» больше не проводило работ в кинотеатре. По словам заместителя мэра Леонида Печатникова, «на реконструкцию кинотеатра на ноябрь 2016 года было выделено 870 миллионов рублей, и она, вероятно, не завершится в 2017 году». В начале декабря 2016 года «Художественный» был передан в аренду компании бизнесмена Александра Мамута АО «Пионер», так как реставрация требовала частных инвестиций. Однако из-за финансовых проблем работы по реставрации кинотеатра не велись два года. К декабрю 2017 года компания не смогла осуществить реконструкцию, что нарушило сроки договора. Представитель компании Горина сообщила о том что компания сможет закончить реставрацию не ранее 2020 года, но будет просить у мэрии отодвинуть сроки до 2021. В качестве аргумента представитель компании называет неудовлетворительное состояние здания и запрет на автопогрузку в результате реализации программы «Моя улица» — 960 тонн мусора вывозились вручную на протяжении 5 месяцев.Проблемы с финансированием проекта были решены в 2019 году, когда стало известно об участии в реставрации кинотеатра Сбербанка, который вложил в проект более миллиарда рублей и привлек своего подрядчика.
Согласно договору, государственное учреждение «Московское кино» передаёт кинотеатр в управление предпринимателю Александру Мамуту до 2036 года. В декабре 2016 стоимость работ оценивали в 1 миллиард рублей. Согласно договору, на реставрационные работы отведено 2 года, в которые арендная плата не будет расти и составит 2,98 миллионов рублей в месяц, с возможностью продлить срок на один год со стоимостью в 17,88 миллионов. После сдачи объекта цена за один квадратный метр составит 1 рубль в год.
| «                               | Мне кажется, это будет элегантный кинотеатр для кинопремьер, с залом на 400–450 мест, с хорошим кафе, с красивым фойе, в котором можно будет делать селфи. | » |
| — Александр Мамут, декабрь 2017 | |   |

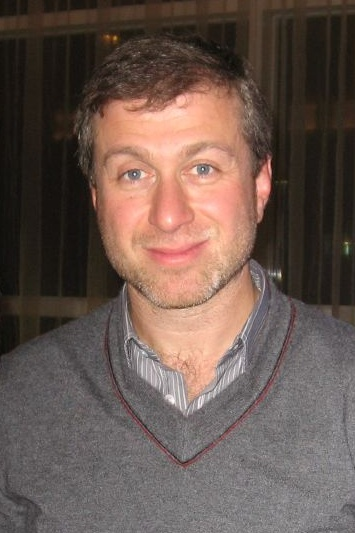
Роман Абрамович

В декабре 2017 года Роман Абрамович выразил заинтересованность в оказании помощи предпринимателю Александру Мамуту, чья компания «Пионер» занимается реставрационными работами по проекту. Мамут оценил приблизительную стоимость реставрационных работ в полтора миллиарда рублей. 
Однако из-за финансовых проблем работы по реставрации кинотеатра не велись два года. К декабрю 2017 года компания не смогла осуществить реконструкцию, что нарушило сроки договора. Представитель компании Горина сообщила о том, что компания сможет закончить реставрацию не ранее 2020 года, но будет просить у мэрии отодвинуть сроки до 2021. В качестве аргумента представитель компании называет неудовлетворительное состояние здания и запрет на автопогрузку в результате реализации программы «Моя улица» — 960 тонн мусора вывозились вручную на протяжении 5 месяцев. Проблемы с финансированием проекта были решены в 2019 году, когда стало известно об участии в реставрации кинотеатра Сбербанка, который вложил в проект более миллиарда рублей и привлек своего подрядчика. В результате проводимых работ планируется вернуть исторический облик главному фасаду здания, восстановить все сохранившиеся декоративные элементы начала XX века и воссоздать утраченные в советское время. Все элементы времен Шехтеля, являющиеся объектами культурного наследия, были сохранены — они реставрировались в мастерских профессиональными реставраторами и были возвращены на положенные им места. Также планировалось восстановить ликвидированную в советское время оркестровую яму. Планировалось, что в репертуаре кинотеатра появятся документальные ленты и арт-хаус, а также возможность для лекций и встреч с режиссёрами.

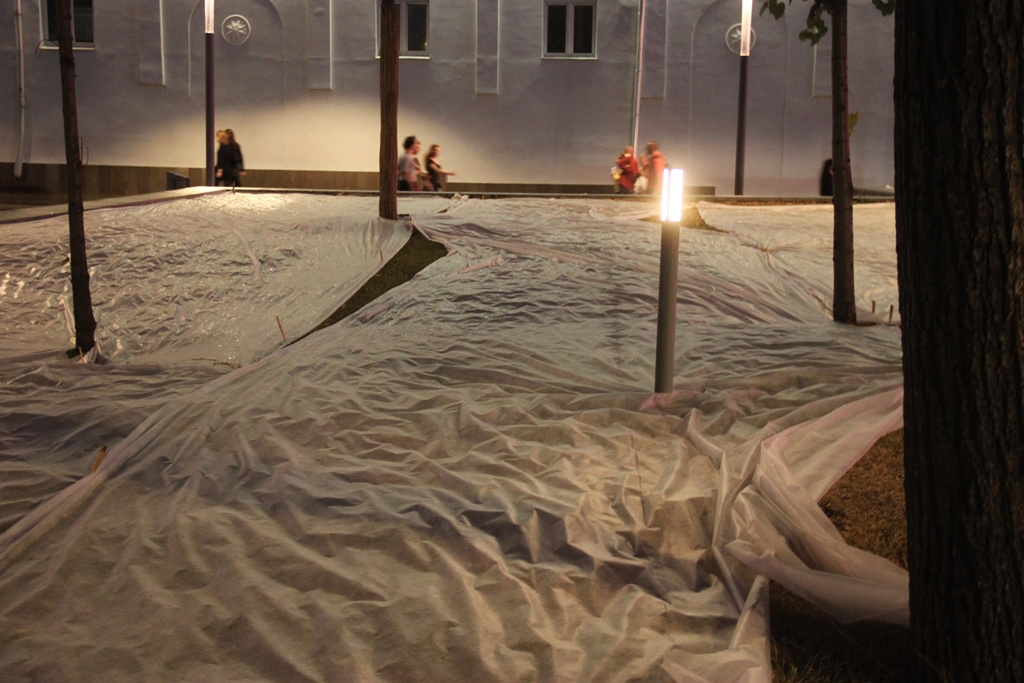
Сквер на террасе кинотеатра с палками вместо деревьев

По словам представителя общества «Пионер», цены после реконструкции не останутся на уровне 100 рублей, но при этом будут гибкими, студенты и пенсионеры будут покупать билеты по льготной цене. Планируется, что после реставрации кинотеатр будет оснащён системами для показа на электронных носителях и в 3D. Будет оснащён тремя залами, большим и двумя малыми, и будет способен вмещать 800 человек за сеанс. Согласно договору аренды, компания Мамута должна самостоятельно проводить ремонтные работы, следить за фасадом и благоустройством окружающей территории. В кинотеатре не должны проводиться клубные корпоративные вечеринки, лотереи и цирковые представления.

Фасад кинотеатра 25 декабря 2018 года

К концу декабря 2018 в кинотеатре были завершены противоаварийные работы. Был вывезен строительный мусор, убраны перегородки, поставлены временные металлические подпорки для укрепления перекрытий, лестничной площадки и балкона в зрительном зале. Фундамент здания был укреплён цементом, грунт основания кинотеатра был закреплён, проведена гидроизоляцию по наружным и внутренним стенам, а также зацементированы трещины в несущих стенах. При этом были сохранены фрагменты оригинального декора.
В апреле 2019 стало известно, что к работе подключились Сбербанк и Rambler Group. Сбербанк инвестировал 11 миллиардов рублей, которые предполагают его участие в нескольких проектах компании, в том числе в реставрации кинотеатра. В том же месяце акционеры холдинга «Открытие» решили вывести свой капитал из проекта.

Фасад кинотеатра с возводимой кровлей 25 декабря 2019 года

К концу ноября с кинотеатра была снята крыша, фермы и часть парапета, производилась замена кирпича. Фотографии здания быстро распространились и вызвали серьёзные опасения, как у простых людей, так и у экспертов. В связи с тем как выглядело здание кинотеатра, появилась информация о сносе здания, которая была опровергнута Мосгорнаследием. В организации уточнили, что главный фасад здания с декором будут сохранены, а также что здание будет выглядеть согласно проекту Фёдора Шехтеля, а не оригинальному проекту Н. Н. Благовещенского.
На 11 декабря вёлся монтаж кровли, который не был закончен к 25 декабря. Из всей кровли сохранят лишь две потолочные фермы, которые соответствуют требованиям. После установки новых перекрытий здание станет трёхэтажным, но при этом сохранит свою высоту, однако в нём будет уже 3 зала, а не 2 как раньше, в кинотеатре появится книжный зал и ресторан. В декабре 2019 года Алексей Емельянов сообщал о том, что работы по реставрации выполнены на 60 %.
В марте 2020 года, по словам Емельянова, были усилены конструкции, в том числе дверные и оконные проёмы, проведена гидроизоляция, восстановлена кирпичная кладка стен, произведены работы по восстановлению кровли. По заявлению Департамента культурного наследия города Москвы реставрационные работы выполнены на 80 %. Из тысячи лепных элементов примерно 40 % отреставрируют и вернут на фасады, остальные воссоздадут, все работы планируется завершить в 2020 году.

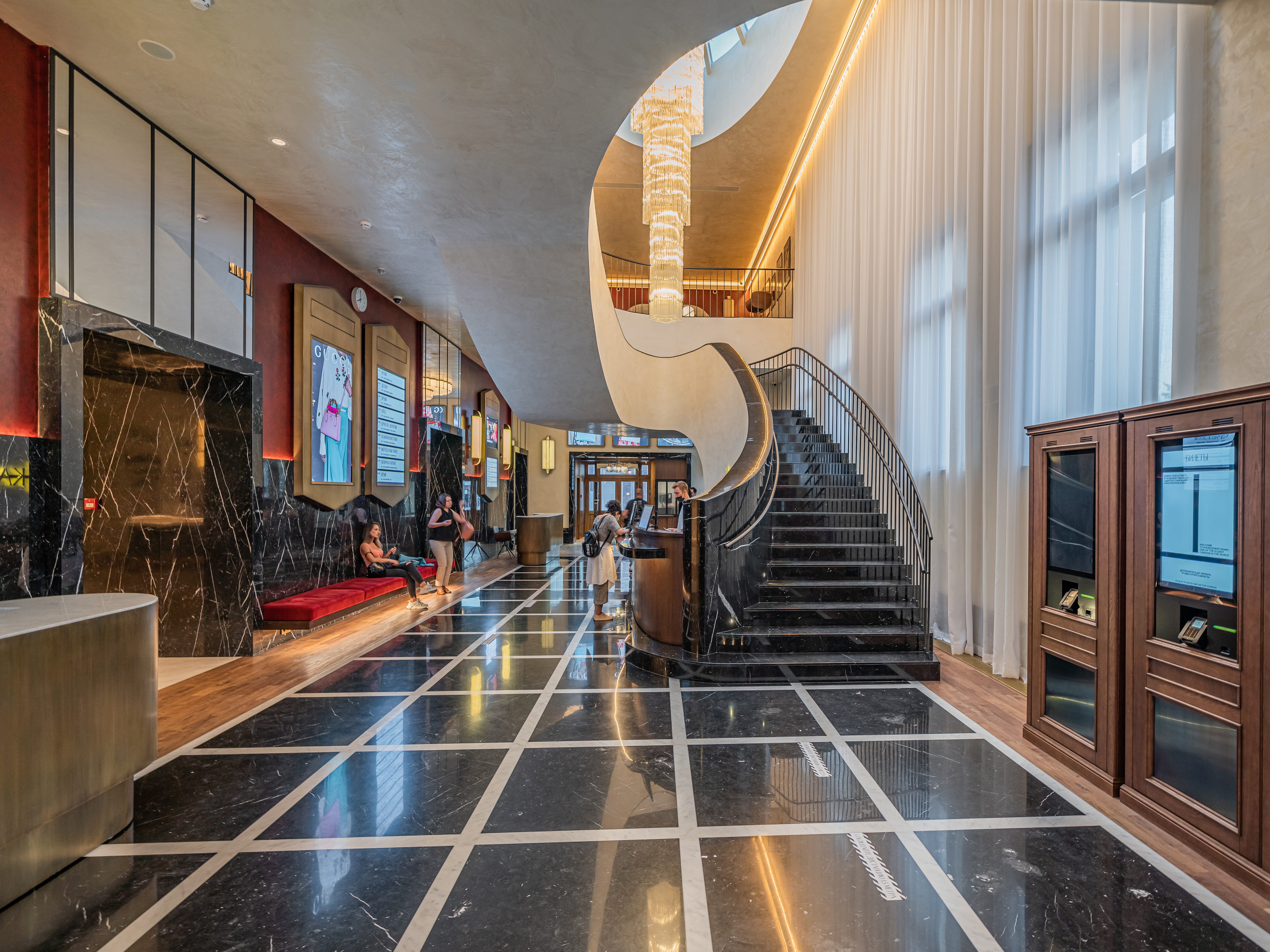
Фойе кинотеатра

В октябре 2020 года завершилась реставрация фасадов, в результате которой они обрели отреставрированные маскароны, прежние надписи «Входъ» и «Выходъ» над парадными дверями, былое название — вывеску «Художественный электро-театръ», барельефы «Селена» и «Гелиос» и другие элементы декора.

Завершилась реставрация кинотеатра 8 декабря 2020 года. Его внутреннее пространство совместило в себе историю и современность. В главном зрительном зале — новый спроектированный балкон с отреставрированным историческим ограждением и отреставрированными гипсовыми ликами бога виноделия Диониса на поддерживающих балкон столбах. Под балконом воссоздан лепной декор потолка. По периметру зала по образцу одной сохранившейся капители воссозданы остальные. Украшением обновлённого кинотеатра стала и восстановленная по образцам двух подлинных доломитовых ступеней историческая лестница. По чертежам Шехтеля восстановлен также утраченный в 1990-е годы большой витраж и фонтан, воссозданный на сохранившемся оригинальном основании.
| «                              | Этот объект останется в памяти многих москвичей как образец, как надо обращаться со своей историей | » |
| — Сергей Собянин, декабрь 2020 | |   |

14 декабря 2020 года отреставрированный кинотеатр посетили Мэр Москвы Сергей Собянин и главный инвестор реставрации, глава Сбербанка Герман Греф. "Я очень благодарен людям, которые вкладывают свои ресурсы и деньги, возможности для того, чтобы помочь возродить историю культурного наследия нашей страны и Москвы. Спасибо огромное вам, вашим коллегам, что вы уделяете такое внимание данному объекту и многим другим проектам", — сказал во время осмотра Собянин, обращаясь к главе Сбербанка Герману Грефу . Герман Греф поблагодарил Мэра Москвы и его команду и отметил, что реставрация была проведена в кратчайшие сроки — всего за год и два месяца.

### После реконструкции

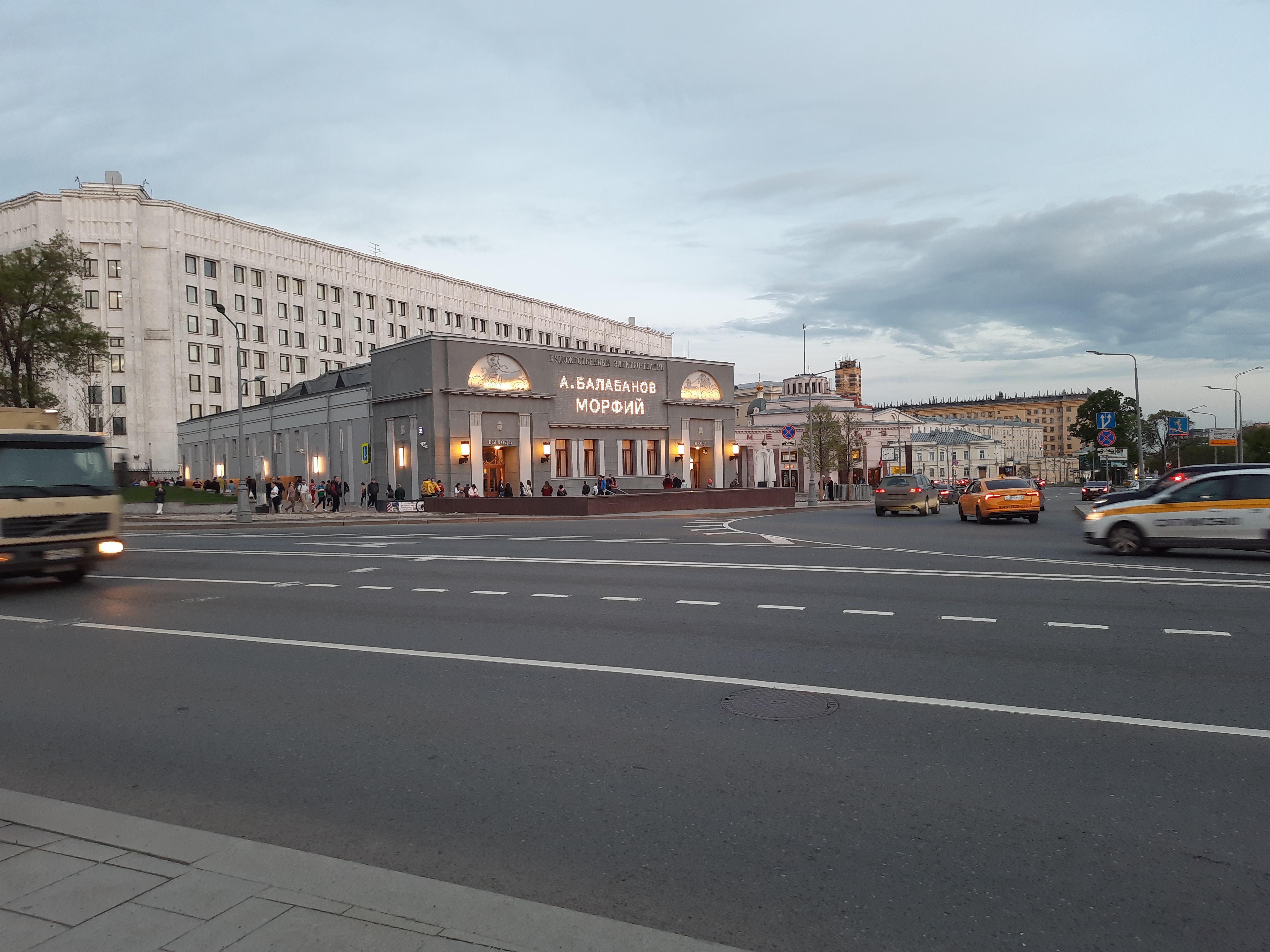
Новый Арбат. Кинотеатр Художественный, май 2021 года

4 февраля 2021 года в отреставрированном «Художественном» прошло первое мероприятие — закрытая премьера фильма Ренаты Литвиновой «Северный ветер».
Кинотеатр открыл свои двери для зрителей 9 апреля 2021 года. В день открытия в «Художественном» прошла премьера фильма «Отец» Флориана Зеллера с Энтони Хопкинсом и Оливией Колман в главных ролях.